# CalPERS
Le California Public Employees' Retirement System (CalPERS) est une agence américaine faisant partie de l'administration publique de la Californie et qui fait office de gestionnaire de fonds institutionnels californien. Elle s'occupe du fonds de retraite de plus de 1,6 million de Californiens, qu'ils soient fonctionnaires, retraités ou membres de leur famille.

## Activités
CalPERS est reconnue pour ses actionnaires activistes. Les titres placés dans sa Focus List peuvent mieux performer que d'autres titres, ce qui a donné lieu à l'expression CalPERS effect. Hors États-Unis, CalPERS est vue comme un « meneur global réputé dans l'industrie de l'investissement »,. Elle est aussi vue comme « l'un des plus puissants actionnaires américains »,. Elle est aussi qualifiée de « plus important fonds de pension public américain »,.

## Histoire
Pendant l'année fiscale 2007-2008, elle a versé 10,88 milliards USD à titre de fonds de pension. Pendant l'année civile 2009, elle devrait verser environ 5,7 milliards USD pour des soins de santé.
En date de décembre 2007, CalPERS gérait le plus gros fonds public de retraite des États-Unis : 260,6 milliards USD en actifs. Cependant, en octobre 2008, elle gérait des actifs valant 179,2 milliards, une perte de 31 % de son portefeuille.

## Traductions de
1. ↑  (en) « a recognized global leader in the investment industry »
2. ↑  (en) « one of America's most powerful shareholder bodies »
3. ↑  (en) « the most important public pension fund in the United States »